# Désinformation
 (novembre 2020).
La désinformation est un ensemble de pratiques et techniques de communication visant à influencer l'opinion publique en diffusant volontairement des informations fausses, faussées ou biaisées,. Le terme est à distinguer de la mésinformation, qui consiste à diffuser une information fausse de manière involontaire. La désinformation est proche de diverses notions comme la propagande, le complotisme, la rumeur, ou l'infox (fake news).

## Histoire
Les premières techniques de désinformation sont décrites dans L'Art de la guerre de Sun Tzu (IVe siècle av. J.-C.).
La manipulation de l'opinion publique a fait l'objet de recherches dès le début du XXe siècle. Le journaliste américain Walter Lippmann l'évoque dans son livre Public Opinion (1922), ainsi qu'Edward Bernays dans Propaganda (1928), qui décrit les méthodes de ce qui deviendra l'industrie moderne des Public Affairs.
Alors que Lippmann emploie l'expression fabrication du consentement, Bernays emploie le terme de propagande.
C'est au XXe siècle qu'elles seront systématisées à grande échelle, durant les guerres mondiales et la guerre froide notamment, avec la création de services  spécialisés. Si les appareils de propagande des États autoritaires sont régulièrement dénoncés (Chine, Russie...), les régimes libéraux ont aussi recours à ces techniques.
C'est depuis l'apparition d'Internet, et surtout dans un contexte électoral (notamment dans le cadre des élections de Donald Trump et du Brexit), que le terme sera plus étroitement lié à la question de l'information numérique. Le scandale Cambridge Analytica est ainsi considéré comme l'archétype de la désinformation à l'ère numérique et l'opération Doppelgänger un exemple de désinformation entre États en temps de guerre.

## Définitions

### Définitions académiques
- En 2017, Caroline Jack publie un « lexique de l'information problématique », listant les dénominations des divers types de désinformation (en anglais)[9], mais on trouve diverses nuances, chez les universitaires notamment, mentionnées ci-après.
- Chez Lippmann, la désinformation est un simple transfert d'information qui comporte en lui-même une transformation de l'information initiale.
- Kevin Bronstein donne une définition « faible » (générale) du concept : la désinformation consiste en une inversion du trajet de la communication défini par Adrian Mc Donough dans Information Economics. Ce trajet va de l'information factuelle ou observation, aux inférences tirées à partir des informations et enfin au jugement porté sur les inférences. La voie inverse consiste à partir d'un jugement a priori pour forger des inférences incorrectes à partir de faits manipulés.
- En 1997, dans Petite histoire de la désinformation, Vladimir Volkoff entreprend de donner une définition précise de la désinformation : « manipulation de l'opinion publique, à des fins politiques, avec une information traitée par des moyens détournés. » Il la distingue de la manipulation des dirigeants considérant qu'elle relève plus de l'intoxication psychologique, et de la manipulation avec des moyens directs qu'il appelle plutôt propagande. Selon ces définitions, la publicité ne peut être de la désinformation puisqu'elle n'a pas de visée politique directe et qu'elle se pratique au grand jour (il est, à ce propos, intéressant de noter qu'Aggregate IQ, l'officine qui fut au cœur de la désinformation et de la propagande co-organisée avec Cambridge Analytica lors du scandale du même nom, dans les années 2010, s'est présenté sur son site internet, en 2018, avant de s'auto-dissoudre, comme « une société de publicité numérique, de développement Web et de logiciels basée au Canada »)[10].
- Dans son Dictionnaire de la désinformation (2011)[11], François Géré définit la désinformation dans sa dialectique avec l'information, comme "affrontement" entre « un effort pour acquérir les données qui assureront la connaissance et fonderont la décision et d'autre part les actions délibérées visant à fausser l'information afin de brouiller la connaissance, désorienter le jugement, égarer la décision. »
- Dans l'ouvrage Histoire du mensonge : histoire secrète de la désinformation[12], Roland Jacquard rappelle que l'Encyclopédie soviétique (1952) définissait la désinformation comme « la propagation d'informations mensongères dans le but de créer la confusion dans l'opinion publique ». Dirigée contre les nations occidentales, accusées de désinformation pour préparer la guerre contre une URSS "pacifiste", cette définition manifeste dès le départ la visée polémique du terme, qui est toujours opposé à l'adversaire idéologique.
- François-Bernard Huyghe (2001) donne une définition de la désinformation dans L'Ennemi à l'ère numérique[13]. Pour lui, « la désinformation consiste à propager délibérément des informations fausses en les faisant apparaître comme venant de source neutre ou amie pour influencer une opinion et affaiblir un adversaire. »
- Selon le journaliste scientifique et essayiste Florian Gouthière, spécialisé dans le fact-checking[1], la désinformation désigne « un processus aboutissant à l'intégration, par un public, d'information distordues, incomplètes ou fausses (avec des conséquences éventuelles sur certaines de ses décisions futures), ces altérations trouvant leur origine dans une démarche volontaire, [c'est-à-dire dont l'objectif est] de tromper. »

### Commission Bronner
Le rapport de la Commission Bronner (institution de l'État français) sur la désinformation définit plusieurs termes pour distinguer les nuances en terme d’intentionnalité et d'effets,,.
- La mésinformation (synonyme de « fausse information ») comme « contenu d’information faux ou inexact, ayant ou non été délibérément créé et diffusé pour induire les gens en erreur. ».
- Les infox ou « fake news » comme « contenu d’information ou ensemble de contenus d’information faux ou inexact(s), créé(s) avec l’intention délibérée d’induire les gens en erreur. ».
- La désinformation comme  « contenu d’information fabriqué de toutes pièces ou extrêmement inexact publié sur Internet et mis en forme de manière à ressembler à un contenu d’information grand public légitime. ».

### Mésinformation, malinformation, mal information

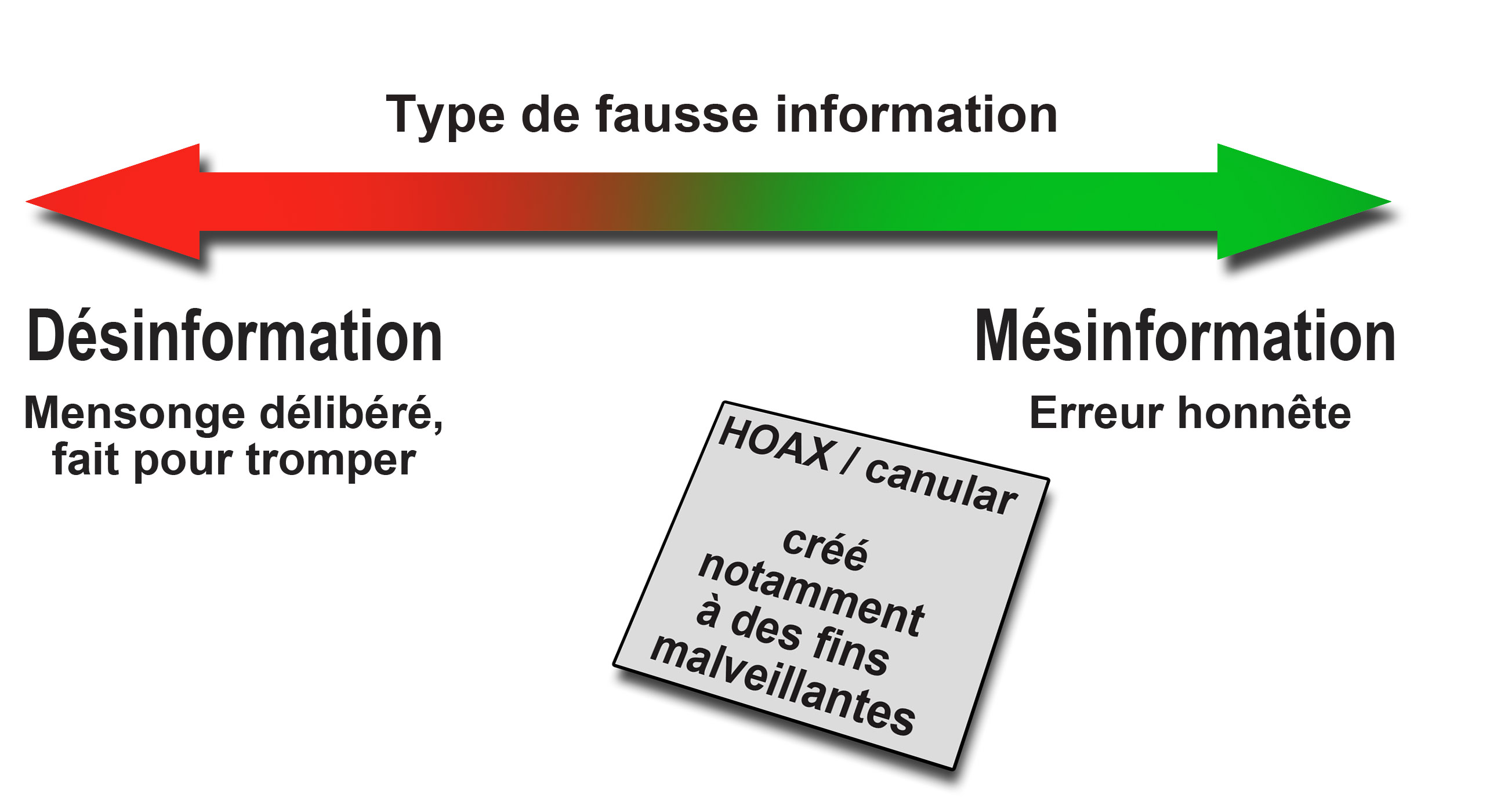
Illustration proposant de placer le canular à mi-chemin entre la désinformation et la mésinformation.

Florian Gouthière a proposé de désigner les situations dans lesquelles l'intention de tromper n'est pas présente par le mot « mésinformation ». A contrario, Claire Wardle désigne sous le nom de « malinformation » les informations exactes mais sélectionnées et communiquées dans l'intention de nuire. François Heinderyckx parle aussi de la mal information dans un court essai dans lequel il entend « montrer les effets pervers de la croissance exponentielle des sources et supports d’information observée depuis une dizaine d’années dans le monde occidental »,.

### Autres approches
Avec la théorie de la dissonance cognitive, Leon Festinger montre que la désinformation est un processus plus ou moins conscient de réduction de la contradiction entre les jugements et les faits.

## Différentes formes de désinformation

### Propagande
En temps de crise et surtout de guerre, les belligérants (étatiques ou non-étatiques) usent souvent de propagande pour servir leurs intérêts. La création de fausses informations est relativement courante, l'un des exemples étant l'affaire des couveuses au Koweït où un faux témoignage devant une commission du Congrès des États-Unis organisé par une compagnie de relations publiques a contribué à ce que l'opinion publique internationale soutienne l'action des puissances occidentales.

### «Faux»
L'utilisation de faux documents et/ou de faux témoignages, destinés à semer des doutes ou à accréditer une thèse, est l'une des méthodes de désinformation les plus répandues.
Au Moyen Âge, la fausse donation de Constantin a ainsi permis au pape Sylvestre Ier de se prévaloir de territoires et de privilèges sur la base d'un document apocryphe. Pendant l'affaire Dreyfus, le colonel Henry falsifie des documents et en crée de toutes pièces, comme le fameux « faux Henry », pour accabler indûment Alfred Dreyfus.
Au début du XXe siècle, la propagande russe rédige puis publie les Protocoles des Sages de Sion pour prouver que les Juifs avaient mis au point un programme pour anéantir la chrétienté et dominer le monde. Ce texte est utilisé pour la propagande antisémite du Troisième Reich et l'est encore par des intégristes musulmans. Dans la mesure où on a remplacé par le mot « juifs » l'expression « milieux financiers » de l'ouvrage de Maurice Joly Dialogue aux enfers entre Machiavel et Montesquieu (les Protocoles n'en conservent que les tirades de Machiavel), il s'agit même d'une double désinformation.
La grande époque de la désinformation moderne commence après-guerre avec les agents d'influence et les campagnes médiatiques de la guerre froide, comme l'affaire Victor Kravtchenko et celles des époux Rosenberg, certains officiers traitants allant même jusqu'à fournir les brouillons d'articles aux journalistes ou écrivains, compagnons de route des partis communistes.
L'argumentaire de lancement de la seconde guerre du Golfe mentionnait des « preuves » de l'existence d'armes de destruction massive en Irak qu'on n'y trouva jamais.
Plus récemment, c'est un fichier bancaire falsifié qui est au centre de l'affaire Clearstream 2, destinée à mettre en cause des personnalités politiques françaises.
Des sites se présentant comme des agences de presse, tel AWD News, présentent des articles mensongers reliés par les réseaux sociaux dans un but de propagande ou de manipulation de particuliers et d’États.
Ces faux documents, présentés par leurs instigateurs comme authentiques, ont pour but de désinformer leur cible en s'appuyant sur des éléments fictifs ou sur des contrevérités.

### Infox (fake news)
La notion de fake news, ou fausses nouvelles et infox en français — un néologisme apparu à l’ère d’Internet, des réseaux sociaux et de la surabondance informationnelle — reste encore polysémique et sujette à débat quant à son origine, son étymologie et sa définition. Les fake news sont performatives, leur intention est de manipuler, de tromper. Elles doivent paraître plausibles pour susciter l’adhésion, en ce sens elles imitent le style journalistique. Une autre de leurs caractéristiques principales et qu’elles révèlent leur source afin d’éviter les démentis. Ainsi, elles semblent d'autant plus vraisemblables.

### Sondages
Les limites méthodologiques des sondages pourraient être utilisées à des fins de désinformation : les biais d'échantillonnage, les « effets de halo », et effets de cadrage (formulation des questions), et l'impossibilité théorique de calculer une précision lorsque l'on ne dispose pas d'une base de recensement, rendent en effet leurs résultats imprécis.

### Canulars informatiques
Ce sont de fausses nouvelles propagées sur Internet. Le phénomène est tellement important qu'il a permis le développement de sites de référence sur les rumeurs (HoaxBuster.com, etc.), dédiés à la classification des récits qui circulent sur internet et à la vérification de ces informations. Beaucoup de sites de référence ont aujourd'hui des audiences impressionnantes.

### Rumeurs
Les rumeurs, dont l'origine et l'authenticité sont sujettes à caution, sont souvent utilisées pour tromper l'opinion et l'amener à justifier des actions ou des décisions politiques. Un des exemples les plus célèbres concerne le régime nazi, qui utilisera des fausses rumeurs pour lancer la « nuit des Longs Couteaux », inventant d'abord une tentative de coup d'État pour justifier l'opération contre les SA, puis une affaire de haute trahison.
Plus récemment, à la suite d'une vraisemblable erreur de traduction de l'agence d'information officielle iranienne, certains médias occidentaux et responsables politiques ont continué à propager une rumeur selon laquelle le président iranien Mahmoud Ahmadinejad aurait déclaré lors d'un discours le 25 octobre 2005 à Téhéran qu'il fallait « rayer Israël de la carte »,.
Dans les milieux économiques, des rumeurs peuvent artificiellement faire monter ou baisser le cours des actions. Ainsi une rumeur infondée selon laquelle le médicament Lantus (en), antidiabétique dont le brevet était détenu par Sanofi serait cancérigène a abaissé le cours de l'action Sanofi pendant plusieurs mois.
Les rumeurs font partie des « huit sources d'informations d'apparence scientifique » mentionnées par Florian Gouthière dans Santé, science, doit-on tout gober ?.
Florian Dauphin énonce le fait que pour susciter l’adhésion, la rumeur doit être plausible, être une histoire racontée comme vraie mais non vérifiée. C’est une nouvelle informelle avec une source anonyme. La rumeur n’est pas forcément fausse : elle se caractérise par le fait que l’information va à l’encontre de l’information officielle .
En 2022, selon Mandiant, un cabinet de conseil en cybersécurité américain, un groupe gouvernemental pro-chinois s'est fait passer pour des militants écologistes sur des plateformes de médias sociaux dans le but de saper les producteurs de terres rares aux États-Unis et au Canada. Le groupe à l'origine des attaques, connu sous le nom de Dragonbridge, aurait utilisé de faux comptes Facebook et Twitter pour affirmer qu'une raffinerie de terres rares financée par le gouvernement américain au Texas en cours de construction par le groupe australien Lynas Rare Earths « exposerait la région à des dommages environnementaux irréversibles » et à une « contamination radioactive ». Mandiant décrit Dragonbridge comme un « réseau pro-République populaire de Chine (RPC) ». Selon Albert Zhang, un expert en cyberpolitique, ces opérations d'information font « partie d'un effort coordonné plus large visant à saper les tentatives démocratiques de réduire la dépendance aux exportations chinoises de terres rares. » Dragonbridge a attiré l'attention de Mandiant pour la première fois en 2019 avec des campagnes sur les réseaux sociaux sur Facebook, Twitter et YouTube contre les manifestations antigouvernementales à Hong Kong. Le groupe s'est depuis diversifié dans divers domaines, notamment la pandémie de Covid-19 et la politique américaine. Dragonbridge utiliserait ainsi des faux comptes de médias sociaux et de forums, y compris certains se faisant passer pour des résidents du Texas pour feindre de s'inquiéter des problèmes environnementaux et de santé entourant l'usine.

### Partialité
Le théoricien de la communication britannique Denis McQuail (en) distingue quatre types de partialité : partialité volontaire et ouverte (cas du journalisme engagé, de l'éditorialiste) ; partialité volontaire et masquée (cas du journalisme de propagande) ; partialité involontaire et ouverte (cas des journalistes s'intéressant à un type de nouvelles) ; partialité involontaire et masquée (cas du journalisme empreint d'idéologie).

### Informations d'apparence scientifique
Dans Santé, science, doit-on tout gober ?, Florian Gouthière liste un certain nombre de « sources », plus ou moins fiables, aux informations et affirmations en circulation sur le marché de l'information scientifique ou médicale. Parmi elles, trois renvoient explicitement à des situations de désinformation : les études scientifiques frauduleuses, les canulars, les articles de presse et publi-rédactionnels renvoyant à des sources imaginaires ou intentionnellement surinterprétées. Selon lui, un certain nombre d'études non soumises à l'évaluation par les pairs constituent également des cas avérés de désinformation.
Les pseudo-sciences et pseudo-médecines peuvent utiliser la désinformation pour justifier leur utilité.

## Critique de l'usage de cette notion
Guillaume Weill-Raynal, dans un ouvrage polémique, Une haine imaginaire : contre-enquête sur le nouvel antisémitisme, dénonce un usage extensif de cette notion. Selon lui,

« l'usage du mot n'est plus aujourd'hui qu'un passe-partout vulgaire, un réflexe aussi automatique que le mouvement de la main qui écarte lorsque l'on ne veut pas entendre. […] Par un ironique retour des choses, le terme qui désignait une méthode de fabrication du réel semble désormais n'être plus utilisé que pour le fuir. »

Évoquant l'usage du terme dans les débats en France autour du conflit israélo-palestinien, Guillaume Weill-Raynal parle d'un « fantasme, au sens littéral du terme : une production de l'esprit par laquelle l'individu tente d'échapper à la réalité » qui « conduit, en définitive, à poser sur le réel une présomption irréfragable de fausseté. À considérer l'apparence du vrai comme le signe même du mensonge. » L'auteur poursuit cette critique dans un second ouvrage, Les Nouveaux Désinformateurs.

## Affaires célèbres
Les articles concernant des affaires célèbres sont listés dans Catégorie:Désinformation.

## Désinformation et «réinformation» d'extrême droite
La notion de « réinformation » est popularisée sur Internet par des sites d'extrême droite, ou conspirationnistes.
Ces sites se nomment eux-mêmes « sites de réinformation », concept d'extrême droite théorisé par Henry de Lesquen, puis repris par Jean-Yves Le Gallou lorsqu'il créa en 2007 le Bulletin de réinformation sur Radio Courtoisie,.
Certains sont proches de l'extrême droite comme Dreuz.info ou Boulevard Voltaire fondé par Robert Ménard. Ces sites ont répandu des idées comme celle du grand remplacement. Le site Égalité et Réconciliation d'Alain Soral est le plus lu et a une audience plus grande que celle d'Atlantico mais est encore loin de celle des médias comme Le Figaro, Le Monde ou L'Express auxquels ces sites (selon Adrien Sénécat de L'Express) vouent une « haine féroce », les qualifiant parfois de « "merdia", bien pensant, politiquement corrects ». Selon Samuel Laurent et Michaël Szadkowski du Monde, les sites de droite ou d’extrême droite penseraient qu'il existe « un pacte secret » entre les médias et le pouvoir politique qui s'est amplifié avec l'opposition au mariage homosexuel en France.
La web-télé TV Libertés fondée en 2014 par d'anciens cadres du Front national ou de Bloc identitaire dont Martial Bild, Philippe Milliau et Jean-Yves Le Gallou est devenue le reflet télévisuel de Radio Courtoisie avec une ligne éditoriale identitaire. Le Gallou a également lancé l'Observatoire des journalistes et de l'information médiatique en 2012, considéré comme « un Acrimed d'extrême droite ». La plupart de ces sites participent à la cérémonie des Bobards d'or, organisée par la fondation d'extrême droite Polémia, un think tank identitaire dont le président est Jean-Yves Le Gallou.
Selon France Inter, « En fait, sous couvert de “ré-information”, on a une presse d’opinion, d’extrême droite, qui sape la légitimité des medias et prospère sur Internet. »

## Lutte contre la désinformation
Certains grands médias ont aussi une activité de vérification des faits visant à lutter contre la désinformation, avec par exemple en France : Les décodeurs du journal Le Monde, Désintox de Arte, CheckNews de Libération. Facebook, à son tour, signale à ses utilisateurs les informations estimées être fausses afin que ses médias partenaires (Le Monde, l’Agence France-Presse, BFM TV, France Télévisions, France Médias Monde, L’Express, Libération et 20 Minutes) puissent proposer une rectification. Dès 2017, dans le contexte des élections présidentielles, Google lance la plateforme CrossCheck, au sein du projet First Draft News, comprenant seize médias français partenaires, dont Libération, Les Échos, Le Monde, l’Agence France-Presse, BuzzFeed News, France Médias Monde (via les Observateurs de France 24), France Télévisions, Global Voices, La Provence, La Voix du Nord, Le Monde (Les Décodeurs), Nice-Matin, Ouest-France, Rue89 Bordeaux, Lyon, et Strasbourg, Storyful et StreetPress,.
L'influence croissante des théories complotistes et de la désinformation dans le débat public et certaines élections a été clairement démontrée au Royaume-Uni dans les processus qui ont conduit au Brexit, notamment avec la découverte de la plateforme logicielle Ripon dans le cadre du scandale Facebook-Cambridge Analytica et Aggregate IQ.
En France, le Conseil national du numérique a publié en juin 2021 « Récits et contre-récits. Itinéraire des fausses informations en ligne » copiloté par Adrien Basdevant (avocat) et Rahaf Harfoush (anthropologue), dans lequel il décrit l'écosystème de création, diffusion et vérification de la désinformation en ligne. Mi-2021 le gouvernement a créé l'agence publique Viginum (rattachée au secrétariat général de la Défense et de la Sécurité nationale (SGDSN), destinée à détecter la désinformation en période électorale, puis fin septembre 2021, au début de la campagne présidentielle, il a créé une commission sur le complotisme et la désinformation, baptisée « Les lumières à l’ère numérique ». Composée d'une quinzaine d’universitaires dont un sociologue étudiant les mécanismes d’adhésion aux théories du complot (Laurent Cordonier), une experte en cyberespace (Frédérick Douzet), un historien (Jean Garrigues), un anthropologue (Rahaf Harfoush), et des personnalités comme Rudy Reichstadt, directeur de Conspiracy Watch ; Rose-Marie Farinella, professeure des écoles ; Aude Favre, journaliste web ; Rachel Kahn, ancienne athlète de haut niveau devenue juriste, actrice et écrivaine… cette commission est présidée par le sociologue Gérald Bronner. Cette entité doit « formuler d’ici la fin de l’année des propositions concrètes dans les champs de l’éducation, de la régulation, de la lutte contre les diffuseurs de haine et de la désinformation » ; ce groupe aura aussi à étudier comment l'industrie de la publicité utilise à son profit les fausses nouvelles, comment développer l’esprit critique des citoyens, dont en maintenant la liberté éditoriale des médias face aux pressions des plateformes, de leurs algorithmes ou d'ingérences étrangères.
En août 2024, après les émeutes racistes au Royaume-Uni, le gouvernement britannique annonce son désir d'adapter les programmes scolaires pour lutter contre la désinformation en ligne, selon lui en cause dans la genèse de ces émeutes.

### Filmographie
- Outfoxed (en) : Rupert Murdoch's War on Journalism (au sujet de Fox News Channel), Robert Greenwald, 2004
- The War You Don't See (en) : rôle des médias concernant les conflits en Iraq, Afghanistan, et Israël/Palestine. 2010